# Logística do carnaval
A logística do carnaval tem como objetivo fornecer todos os recursos, equipamentos e informações necessárias ao sucesso da apresentação das escolas de samba no espetáculo do carnaval.
Ela se responsabiliza pela movimentação e distribuição de materiais a serem utilizados durante toda a apresentação das escolas de samba; preocupa-se também com o abastecimento de suprimentos aos comércios, escolas de samba e outros.

## Logística das escolas de samba

### Planejamento, controle da produção e marketing
O planejamento e controle da produção dentro das escolas de samba tem que ser bastante rigoroso. E é por isso que logo quando acaba o carnaval, duas ou três semanas após as apresentações das escolas de samba que o tema central para o enredo do próximo ano começa a ser pensado.
São pesquisados ao menos três temas para o enredo, depois eles são apresentados para a diretoria da escola que definirá qual será o tema a ser desenvolvido. Em abril, inicia-se o planejamento e o desenho das fantasias e alegorias que serão produzidas em maio.
Paralelamente a produção das fantasias e alegorias, que acontece no mês de maio, ocorre o processo de definição do samba-enredo. O samba é definido de forma que seja de fácil aprendizado para o público e o enredo, geralmente chamado de enredo-corporativo, de forma que seja fácil conseguir patrocinadores e se possível que possa ter ligação com a identidade da escola. A partir dessa etapa, partem para buscar os recursos, humanos e financeiros, necessários.
É na definição do samba-enredo, das fantasias e dos carros alegóricos que entra a função do marketing pois ele que definirá, em conjunto com os demais integrantes da escola, se o samba-enredo que querem que o público identifique poderá ser atingido pela decoração das fantasias e dos carros alegóricos. Nessa etapa a escola conta com a participação dos compositores, da equipe de barracão e de toda a comunidade que ele representa.

### Carros alegóricos
Os carros alegóricos têm aproximadamente 18 metros de comprimento por 8 metros de largura e, quando ainda não concluídos (visto que são concluídos apenas no dia da apresentação), 4,5 metros de altura. Eles são transportados de madrugada, das 23h30 às 5h, pelas próprias escolas de samba e finalizados somente no sambódromo para minimizar os riscos com a fiação elétrica das ruas e avenidas ao redor.
Eles são construídos sobre um chassi de caminhão ou ônibus com dois ou três eixos de rodagem. Para suportar o peso da alegoria, toda a estrutura é reforçada com vigas e colunas de aço. Esse esqueletão, chamado de mesa, é coberto por um tablado de madeira.
Toda a alegoria é sustentada por um esqueleto de vigas de aço. O formato final é feito, em grande parte, com madeira e isopor. Esculturas de isopor são revestidas de papel e cola e outra camada de massa corrida ou tecido. Pintura e decoração dão o toque final. Para essa construção dos carros alegóricos, são necessários inúmeros profissionais como marceneiro, serralheiro, escultor, artesão, desenhista, e outros.
Para o acabamento dos carros cenográficos, a colocação e a retirada dos destaques nos dias de desfiles, são utilizados guinchos telescópicos – que podem chegar a ter até 14 metros de altura-, e empilhadeiras para movimentar toda carga do Sambódromo do Anhembi, além de apoio aos carros alegóricos, retoques e içamento de componentes.
A movimentação dos carros alegóricos durante o desfile varia de acordo com o local do desfile: no Rio de Janeiro, os carros são motorizados; em São Paulo, os carros são movimentados pelos "merendas", integrantes das escolas ou pessoas contratadas para empurrar o carro durante todo o período do desfile. Movimentos articulados da alegoria principal, como o bater das asas e o giro do pescoço, são feitos manualmente.
Após o desfile dos carros alegóricos, esses carros e as roupas carnavalescas permanecem em um terreno próximo ao sambódromo até perto do dia de Desfile das Escolas Campeãs. Depois disso, esses carros são semidesmontados para que possa ser feito o transporte desses carros aos seus barracões.

### Integrantes das agremiações
O transporte das agremiações é feito por 65 ônibus contratados pelas escolas de samba, que levam de 3 a 5 mil pessoas ao desfile.

### Controle de qualidade
No dia do desfile os jurados recebem uma pasta com o tema planejado pela escola de samba e avaliam, por diferentes quesitos, se o que foi planejado está em sintonia com o que foi produzido e apresentado e a nota decimal é dada em cada tópico, tanto nos principais (comissão de frente, onde são avaliados as alegorias e os adereços; evolução, harmonia e conjunto; enredo; samba-enredo, mestre-sala e porta-bandeira; bateria), como nos menos importantes (diretor de bateria; rainha de bateria e afins; ala das baianas; velha-guarda; intérprete/puxador; carnavalesco; dirigentes) e por toda a apresentação.

## Logística pública de apoio
Para que todos os blocos carnavalescos possam trabalhar sem serem atrapalhados, os órgãos públicos mobilizam:
- Agentes de trânsito;
- Reboques;
- Guardas municipais.[11]
- Bloqueio de ruas;
- Maior quantidade de ônibus.

## Logística reversa
O processo de reciclagem de fantasias e esculturas de carros alegóricos começa sem demora na segunda-feira seguinte ao desfile das campeãs, que funciona como uma grande vitrine para escolas de menor poder aquisitivo, querendo pechinchar pensando no carnaval do ano seguinte. Outros itens são doados para as demais escolas de samba que fazem parceria entre si.